# Ferrovia Aigle-Ollon-Monthey-Champéry
La ferrovia Aigle-Ollon-Monthey-Champéry è una linea ferroviaria a scartamento metrico della Svizzera.

## Storia
La nascita della linea risale alla fine del XIX secolo, quando Aigle divenne il centro di diverse iniziative volte a collegare la città (situata sulla ferrovia Losanna-Briga) con le località dei dintorni. Il primo progetto risale al 1899, quando un gruppo di cittadini di Val-d'Illiez ottenne la concessione per una ferrovia tra Monthey e Champéry con diramazione per Morgins; l'anno successivo un altro comitato d'iniziativa ottenne una concessione federale per la linea Aigle-Ollon-Monthey.
La tratta Aigle-Ollon-Monthey entrò in servizio il 2 aprile 1907. Il 30 gennaio 1908 venne inaugurata la linea tra Monthey e Champéry. La diramazione tra Val-d'Illiez e Morgins non venne mai costruita, sia per lo scoppio della prima guerra mondiale, sia perché non ritenuta redditizia.
Le due tratte ferroviarie erano gestite da due distinte società, la Chemin de fer Aigle-Ollon-Monthey (AOM) e la Chemin de fer Monthey-Champéry-Morgins (MCM). Il 29 dicembre 1946 le assemblee dei soci delle due società approvarono all'unanimità la fusione nella nuova società Chemin de fer Aigle-Ollon-Monthey-Champéry (AOMC), con effetto retroattivo dal 1º gennaio.
Dal 1º giugno 1977 la ferrovia entrò a far parte del consorzio Transports Publics du Chablais (TPC) creato due anni prima dalle vicine ferrovie Aigle-Leysin, Aigle-Sépey-Diablerets e Bex-Villars-Bretaye.
Nel settembre 1976 il rapporto Anghem della Confederazione Elvetica spinse per la chiusura della linea (insieme alla Aigle-Sépey-Diablerets e alla Nyon-La Cure), da sostituire con autobus: per evitare la soppressione si costituì un comitato per la salvaguardia delle linee, sostenuto nel 1981 dal canton Vaud; nel 1982 il Dipartimento federale dei trasporti rinunciò alla pretesa di chiusura, decidendo di accordare dei crediti per l'ammodernamento della linea.

## Caratteristiche
La linea, a scartamento metrico, è lunga 24,3 km, di cui 3,65 armati con cremagliera tipo Abt nel tratto tra Monthey e Champéry. La linea è elettrificata in corrente continua 1.500 V; il raggio minimo di curva è 50 metri, la pendenza massima è del 135 per mille. La velocità massima ammessa è 80 km/h tra Aigle e Monthey, mentre tra Monthey e Champéry scende a 50 km/h. Fino al 2016 la linea era alimentata a 850 V cc e la cremagliera era di tipo Strub.

### Percorso
|  |  | Continuation backward |

|  |  | Straight track |  |  | Unknown route-map component "STR+l" | Unknown route-map component "CONTfq" |

|  | Station on track | Unknown route-map component "KBHFa-L" | Unknown route-map component "KBHFa-M" | Unknown route-map component "BHF-R" |

|  | Straight track | Unknown route-map component "ABZg+l" | Unknown route-map component "ABZgr+l" | Unknown route-map component "xABZgr" |

|  |  | Straight track | Straight track | One way leftward | Unknown route-map component "xKRZ" | Unknown route-map component "CONTfq" |

|  | Straight track | Stop on track |  | Unknown route-map component "exHST" |

|  | Straight track | Unknown route-map component "eABZg+l" | Unknown route-map component "exSTRq" | Unknown route-map component "exSTRr" |

|  | Unknown route-map component "LSTR" | Non-passenger station/depot on track |  |  |

|  | Unknown route-map component "LSTR" | Stop on track |  |  |

|  | Unknown route-map component "LSTR" | Station on track |  |  |

|  | Unknown route-map component "LSTR" | Stop on track |  |  |

|  | Unknown route-map component "LSTR" | Station on track |  |  |

|  | Unknown route-map component "eBHF" | Stop on track |  |  |

|  | One way leftward | Unknown route-map component "KRZo" | Unknown route-map component "CONTfq" |  |

|  | Unknown route-map component "RACONTgq" | Unknown route-map component "SKRZ-Ao" | Unknown route-map component "RACONTfq" |  |

|  | Transverse water | Unknown route-map component "hKRZWae" | Transverse water |  |

|  |  | Stop on track |

|  |  | Unknown route-map component "hSTRae" |

|  |  | Station on track |

|  | Unknown route-map component "CONTgq" | Unknown route-map component "KRZo" | Stop on transverse track | Unknown route-map component "LSTR+r" |

|  |  | Stop on track |  | Unknown route-map component "LSTR" |

|  |  | Stop on track |  | Unknown route-map component "LSTR" |

| Unknown route-map component "STR+l" | Stop on transverse track | Unknown route-map component "ABZg+r" |  | Unknown route-map component "LSTR" |

| Straight track |  | Unknown route-map component "KBHFxe" |  | Unknown route-map component "LSTR" |

| Straight track |  | Unknown route-map component "exBHF" |  | Unknown route-map component "LSTR" |

| Straight track |  | Unknown route-map component "exSTR" |  | Unknown route-map component "LSTR" |

| Straight track |  | Unknown route-map component "exSTRl" | Unknown route-map component "exKBHFeq" | Station on track |

| Straight track |  |  |  | Continuation forward |

| Stop on track |

| Stop on track |

| Station on track |

| Stop on track |

| Stop on track |

| Unknown route-map component "hSTRae" |

| Stop on track |

| Enter and exit tunnel |

| Station on track |

| Stop on track |

| Stop on track |

| Station on track |

| Stop on track |

| Stop on track |

| Unknown route-map component "xABZgl" | Unknown route-map component "STR+r" |  |  |  |

| Unknown route-map component "exKBHFe" | Stop on track |  |  |  |

|  | End station |

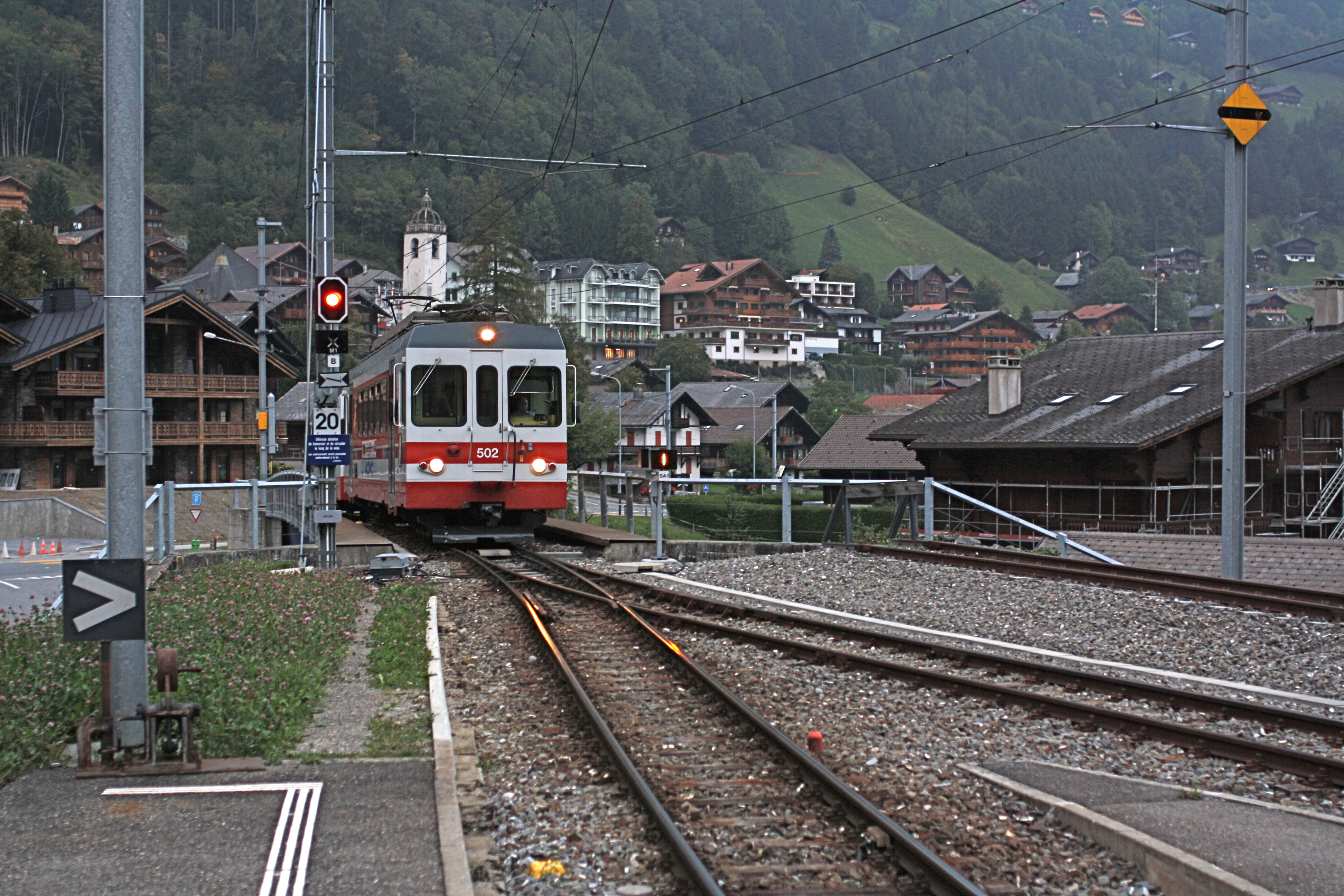
Un convoglio al capolinea di Champéry

La stazione di Aigle della TPC è stata rinnovata a fine 2007: ha sei binari (uno dei quali con tensione commutabile tra 900 e 1500 V) paralleli a quelli della Losanna-Briga e utilizzabili da tutte le linee TPC facenti capo ad Aigle.
Partiti da Aigle, si tocca Ollon, sovrappassando la Losanna-Briga a Saint-Triphon. Attraversato il Rodano si lascia il canton Vaud per entrare nel canton Vallese.
A Collombey-Muraz si incrocia la ferrovia Saint-Gingolph-Saint-Maurice, quindi si arriva a Monthey. Il 1º aprile 1909 entrò in servizio la tratta tra Monthey-Ville e la stazione FFS di Monthey, sospesa all'esercizio dal 12 luglio 1976.
Ripartiti da Monthey si toccano Troistorrents e Val-d'Illiez, per arrivare a Champéry. Nel dicembre 1990 è stata inaugurata la nuova stazione di Champéry: un tratto di binari lungo 810 metri porta al capolinea inferiore della teleferica per Planachaux, parte del complesso sciistico Portes du Soleil.

## Materiale rotabile
L'AOM acquisì per la sua linea tre automotrici a carrelli bimotoriche con vano bagagliaio e postale (serie CFZe 2/4 1÷3) costruite dalla tedesca Waggonfabrik Rastatt; nel 1909 fu acquisita una quarta motrice a carrelli a quattro motori (CFZe 4/4 11) realizzata da SIG e Alioth.
Per l'apertura della sua linea a cremagliera la MCM acquisì nel 1908 tre automotrici a carrelli con vano bagagliaio (serie BCFeh 4/4 1÷3) realizzate da SLM, SIG e Alioth, una quarta (numerata 6) arrivò l'anno successivo. Tutte le automotrici erano simili a quelle in servizio sulla ferrovia Stresa-Mottarone: la numero 6 è conservata dal 1975 dalla Ferrovia Museo Blonay-Chamby.
Nel 1954 furono acquisite quattro automotrici a carrelli con vano bagagliaio adatte alla tratta a cremagliera (serie BFeh 4/4 11÷14) realizzate da Schindler con parte elettrica Brown Boveri. Tre di esse sono state vendute nel 2016 ad uno zoo di Brugelette, in Belgio, mentre l'altra è stata demolita.
Nel 1969 l'AOMC acquisì dalla Sernftalbahn, ferrovia del canton Glarona chiusa quello stesso anno, tre automotrici ad aderenza naturale (serie BDe 4/4 111÷113, costruite da Schlieren ed Oerlikon nel 1949), entrate in servizio a partire dal novembre dell'anno successivo. Con l'acquisto di questi mezzi poterono essere accantonate le motrici ex AOM.
Nel 1985 vennero acquisite, per la tratta Aigle-Monthey, sei automotrici, sette rimorchiate pilota, due rimorchiate intermedie e tre sottostazioni elettriche dalla Baselland Transport (BLT): costruite circa vent'anni prima ed in buone condizioni, erano impiegate sulla Birsigtalbahn, in via di integrazione nella rete tranviaria di Basilea. L'acquisto di tali rotabili permise l'accantonamento delle automotrici acquistate dalla Sernftalbahn. Al 31 dicembre 2017 solo due di queste motrici prestano ancora servizio sull'AOMC.
Il 2 giugno 1987 vennero presentate due nuove automotrici a cremagliera costruite dall'ACMV; una terza automotrice fu consegnata nel 1992.
Due nuove automotrici articolate a cremagliera entrarono in servizio a dicembre 2001: gemelle di tre mezzi realizzate per la Bex-Villars-Bretaye, sono state realizzate dagli stabilimenti Bombardier di Villeneuve.
Sulla linea presta servizio anche un locomotore di servizio bimodale (Diesel ed elettrico) a cremagliera realizzato dalla Stadler nel 2016, uno dei tre esemplari realizzati per la TPC (serie HGem 2/2 941÷943), frutto di un'ordinazione congiunta con altre linee a scartamento ridotto elvetiche (MOB, NStCM, TPF, MVR).
Nel febbraio 2016 è stata presentata la prima di sette automotrici a cremagliera a pianale ribassato fornite dalla Stadler (tipo GTW 2/6), ordinate insieme alla Transports Montreux-Vevey-Riviera.

### Materiale motore - prospetto di sintesi
| Tipo                   | Unità            | Anno di costruzione | Costruttore | Note                                         |
| ---------------------- | ---------------- | ------------------- | ----------- | -------------------------------------------- |
| Locomotore di servizio | HGem 2/2 941     | 2016                | Stadler-ABB |                                              |
| Automotrici elettriche | BDeh 4/4 501÷503 | 1987-92             | ACMV-BBC    |                                              |
| Automotrici elettriche | Be 4/4 101÷102   | 1965                | SWP-BBC     | ex Birsigtalbahn (BLT), in servizio dal 1985 |
| Automotrici elettriche | Beh 2/6 541÷547  | 2016                | Stadler     | tipo GTW 2/6                                 |
| Automotrici elettriche | Beh 4/8 591÷592  | 2001                | Bombardier  |                                              |